# Take Off
|  | Denne artikel er oprettet af botten PalnaBot ud fra en ekstern database. Den kan derfor have sproglige fejl eller mangler. Denne skabelon kan fjernes efter kontrol af indholdet. |

Take Off er en film instrueret af Cathrine Marchen Asmussen, Thomas Stenderup.

## Handling
Det er forår. Bagude ligger 12 års skolegang, forude ligger friheden. Hvad skal den bruges til? »Take Off« følger en gruppe unge fra Frederiksborg Gymnasium i en af de vigtigste perioder i deres liv: det år, hvor de bliver færdige med skolen. De fleste forlader en skemalagt hverdag og familiens trygge skød, og skal finde deres egen måde at leve livet på. Der lægges store planer og drømmene skal stå deres prøve. Filmen er inddelt i tre afsnit: »Farvel til skolen«, »Den nye hverdag« og »Ud i verden«.